# Nozomi Satō
Nozomi Satō (佐藤 希望, Satō Nozomi), née Nozomi Nakano (中野 希望, Nakano Nozomi) le 3 juillet 1986 à Takefu (maintenant Echizen), est une escrimeuse japonaise.

## Biographie
Nozomi Satō commence l'escrime à l'âge de neuf ans à l'école, après avoir pratiqué le kendo avec son père. Elle est droitière.
Elle travaille comme employée de banque et joue pour le club Ogaki Kyoritsu Bank.
Elle a deux fils, le premier né en 2013 et le second en 2017.

## Carrière
Aux Jeux olympiques d'été de 2012, en épée, elle est éliminée au second tour et finit vingt-sixième. Aux Jeux olympiques d'été de 2016, toujours à l'épée, elle arrive huitième. Elle finit en 16e position en épée aux Jeux olympiques d'été de 2020.
Son meilleur classement aux Championnats du monde est une huitième place en 2015.